# Mortaza Ansari
Scheich Mortaza Ansari (persisch مرتضی انصاری‎; * 1799; † 1864) war ein schiitischer Geistlicher und ab 1850 die erste allgemein anerkannte höchste Autorität der Schiiten.
Seine theoretischen Grundlagen führten erst zu der Institution der absoluten Quelle der Nachahmung (Mardschaʿ-e Taghlid), die zuvor mit den religiösen Titeln Mardsch, Mudschtahid bzw. Hodschatoleslam keine streng gegliederte Hierarchie aufwies.
Ansari bezog zur Tagespolitik keine Stellung, sondern war streng quietistisch orientiert. Er war der Autor von etwa dreißig Büchern und Abhandlungen, die in einem lesbaren Stil und in deutlichem Kontrast zu der trockenen und erstickten Sprache der damaligen Autoren geschrieben wurden.
Ansari führte das Leben eines wahren Asketen. Trotz seines enormen Ansehens als unangefochtener Mardschaʿ-e Taghlid belief sich bei seinem Tod sein gesamtes Vermögen auf nur drei Dinar und seine beiden Töchter waren nicht in der Lage, seine Beerdigung zu bezahlen.